# J (linguagem de programação)
J é uma linguagem de programação, desenvolvida no início dos anos 90 por Kenneth E. Iverson e Roger Hui.
Após se aposentar, Iverson voltou-se a seu principal objetivo com APL: desenvolver uma notação simples, precisa e executável para o ensino de um ampla gama de assuntos. Determinou que a ferramenta essencial deveria ser um dialeto de APL com quatro requerimentos:
- Estar disponível como shareware e ter custo acessível a estudantes e escolas;
- Poder ser impressa em impressoras comuns;
- Rodar em uma ampla variedade de computadores; e
- Proporcionar a simplicidade e generalidade do mais recente pensamento em APL.

Com basicamente os mesmos objetivos de APL e o mesmo idealizador, J usa um teclado e sistema de caracteres comum.
Diferentemente da maioria das linguagens de programação que têm suporte para orientação a objeto, o esquema flexível de namespaces do J (em que todo nome existe em um local específico) pode ser usado efetivamente como um framework para as programações orientadas a objeto baseadas tanto em classes quanto em protótipos.
Desde de Março de 2011, J tornou-se um software livre e de código aberto sob a licença GPLv3. Também se pode comprar o código fonte para uso comercial sob uma licença negociada.

## Exemplos
O Programa Olá Mundo em J é:
```
'Olá, mundo!'

```

O exemplo seguinte calcula a média aritmética dos elementos de um vetor.
A função media é definida =:  como o somatório +/ dividido %  pelo número de elementos #:
```
media
 
=:
 
+/%#

media
 
2
 
2
 
3
 
3
    
NB. retorna 2.5

```

Para somar 1 aos elementos do vetor y que forem pares:
```
y
 
+
 
0
 
=
 
2
 
|
 
y

```

Para dobrar todos os elementos de y que forem pares:
```
y
 
*
 
1
 
+
 
0
 
=
 
2
 
|
 
y

```

Uma de diversas maneiras de se gerar uma matriz identidade:
```
MI
 
=:
 
e
.
 
@
 
i
.
   
NB. Define função MI

MI
 
5
            
NB. Gera matriz identidade 5×5

```

## Estrutura de controle
J fornece estruturas de controle similares às de outras linguagens procedurais. Algumas instruções proeminentes em cada categoria incluem:
- assert.
- break.
- continue.
- for.
- goto_label.
- if. else. elseif.
- return.
- select. case.
- throw.
- try. catch.
- while. whilst.